# Mistrzostwa Polski w Boksie 2016
Mistrzostwa Polski w Boksie Mężczyzn 2016 – 87. edycja mistrzostw, która odbyła się w dniach 14-19 listopada 2016 roku w hali sportowej Zespołu Szkół w Sokółce. Po raz pierwszy w mistrzostwach Polski mogli wystartować bokserzy zawodowi.

## Medaliści
| Kategoria:                       | Złoto:                                         | Srebro:                                    | Brąz:                                                                                  |
| waga papierowa (do 49 kg)        | Jakub Słomiński (Wda Świecie)                  | Dorian Mospinek (Skorpion Szczecin)        | Przemysław Jańczuk (Akademia Walki Warszawa) Mariusz Koch (RKS Łódź)                   |
| waga musza (do 52 kg)            | Maciej Jóźwik (Skorpion Szczecin)              | Kacper Harkawy (Skorpion Szczecin)         | Karol Kirpsza (Boxing Sokółka) Sebastian Węgłowski (Brań Radom)                        |
| waga kogucia (do 56 kg)          | Adrian Kowal (Olimp Lublin)                    | Jarosław Iwanow (Wisła Kraków)             | Sebastian Gierada (KSZO Ostrowiec Świętokrzyski) Tomasz Resól (Skorpion Szczecin)      |
| waga lekka (do 60 kg)            | Karol Łapawa (Sporty Walki Gostyń)             | Mateusz Ptasiński (Magic Boxing Brzesko)   | Jakub Kras (Tiger Tarnów) Kordian Wyciszkiewicz (06 Kleofas Katowice)                  |
| waga lekkopółśrednia (do 64 kg)  | Dawid Michelus (Kontra Elbląg)                 | Łukasz Niemczyk (Champion Chojnów)         | Rafał Grabowski (Boxing Radom) Krystian Sielawa (Hetman Białystok)                     |
| waga półśrednia (do 69 kg)       | Damian Kiwior (Tiger Tarnów)                   | Rafał Perczyński (Akademia Walki Warszawa) | Kamil Holka (Orkan Gorzów Wielkopolski) Mateusz Kostecki (Desant Kraków)               |
| waga średnia (do 75 kg)          | Daniel Adamiec (RUSHH Kielce)                  | Bartosz Gołębiewski (RUSHH Kielce)         | Szymon Hamerski (Zawisza Bydgoszcz) Aleksander Smołka (Śląsk Ruda Śląska)              |
| waga półciężka (do 81 kg)        | Arkadiusz Szwedowicz (Skorpion Szczecin)       | Mateusz Tryc (Fenix Fight Club Warszawa)   | Mateusz Goiński (Zagłębie Konin) Jakub Kasprzak (Boks Poznań Team)                     |
| waga ciężka (do 91 kg)           | Tomasz Bohdanowicz (Orkan Gorzów Wielkopolski) | Adam Balski (DKB Dzierżoniów)              | Bartłomiej Krasuski (Broń Radom) Andrzej Szkuta (Boxing Sokółka)                       |
| waga superciężka (powyżej 91 kg) | Paweł Wierzbicki (Boxing Sokółka)              | Mateusz Figiel (Hetman Białystok)          | Kamil Bodzioch (Red Fighters Jelenia Góra) Roger Hryniuk (Cristal Pruszynka Białystok) |